# Saint-Pierre-de-Bailleul
Saint-Pierre-de-Bailleul – miejscowość i gmina we Francji, w regionie Normandia, w departamencie Eure.
Według danych na rok 1990 gminę zamieszkiwały 834 osoby, a gęstość zaludnienia wynosiła 132 osoby/km² (wśród 1421 gmin Górnej Normandii Saint-Pierre-de-Bailleul plasuje się na 288. miejscu pod względem liczby ludności, natomiast pod względem powierzchni na miejscu 584.).